# Dębniak (Urzędów)
Dębniak – dawna osada leśna w Polsce, obecnie część miasta Urzędów w Polsce, położona w województwie lubelskim, w powiecie kraśnickim, w gminie Urzędów.
W latach 1975–1998 jako osada leśna należała do ówczesnego województwa lubelskiego.

## Części miasta Urzędów o nazwie Dębniak
W mieście Urzędów istnieją dwie części miasta o nazwie Dębniak. Niniejszy artykuł dotyczy tej części miasta, która posiada identyfikator SIMC 1027283. Druga część miasta Urzędów o nazwie Dębniak posiada identyfikator SIMC 0392690.